# Eriopyga umbrifer
Eriopyga umbrifer är en fjärilsart som beskrevs av Dyar 1916. Eriopyga umbrifer ingår i släktet Eriopyga och familjen nattflyn. Inga underarter finns listade i Catalogue of Life.